# Qaraman
Qaraman è un comune dell'Azerbaigian situato nel distretto di Göyçay. Conta una popolazione di 788 abitanti.